# توماس إي. ميلر
توماس إي. ميلر (بالإنجليزية: Thomas E. Miller)‏ هو محامي وسياسي أمريكي، ولد في 17 يونيو 1849، وتوفي في 8 أبريل 1938 في تشارلستون في الولايات المتحدة. حزبياً، نشط في الحزب الجمهوري. وقد انتخب عضو مجلس النواب الأمريكي.